# Шаварна
Шаварна (Пелишатска река, Барата) е река в Северна България, Дунавската равнина, област Плевен – общини Плевен, Пордим и Левски, ляв приток на река Осъм. Дължината ѝ е 30 km.
Река Шаварна извира на 290 m н.в. в източната част на Плевенските височини, на 1,5 km южно от село Пелишат (община Плевен) под името Пелишатска река. Тече на изток в Дунавската равнина под името Барата, а след язовир „Каменец" – вече под името Шаварна. Влива се отляво в река Осъм на 65 m н.в., на 1,2 km южно от град Левски.
Площта на водосборния басейн на Шаварна е 140 km2, което представлява 5,0% от водосборния басейн на река Осъм.
Основен приток – Пордимска река (Долна Шаварна), ляв приток, която се влива в язовир „Каменец".
По течението на Шаварна са разположени 4 села: Община Плевен – Пелишат; Община Пордим – Вълчитрън, Одърне и Каменец.
Водите на реката почти на 100% се използват за напояване. По Шаварна и нейният основен приток Пордимска река са изградени над 10 микроязовира, като най-голям от тях е „Каменец". Над 90% от водата на Шаварна след язовира се отклонява в голям напоителен канал на североизток и малка част от нея (само през пролетта) се влива в Осъм по старото корито на реката.

## Топографска карта
- Лист от карта K-35-26. Мащаб: 1 : 100 000.
- Лист от карта K-35-14. Мащаб: 1 : 100 000.
- Лист от карта K-35-15. Мащаб: 1 : 100 000.